# Stephan Berg
Karl-Erik Stephan Berg, född 11 februari 1957 i Tibro församling, Skaraborgs län, är en svensk kompositör, främst känd som upphovsman till melodifestivalbidragen Mitt i ett äventyr och Fångad av en stormvind som framfördes av Carola Häggkvist. Han skrev även Blonds bidrag Bara hon älskar mig, men han har skrivit många fler bidrag till festivalen.
Stephan Berg bor idag i Odensbacken utanför Örebro med fru och tre barn.  
Han har varit ansvarig för musiken till Peter Flacks revyer. Han skrev också Sveriges Radio P4:s kanaljingel som lanserades den 31 januari 2011.

## Melodifestivalbidrag
| År   | Låt                      | Artist        | Anmärkning | Placering i ESC |
| ---- | ------------------------ | ------------- | ---------- | --------------- |
| 1990 | "Mitt i ett äventyr"     | Carola        | 2:a plats  |                 |
| 1991 | "Fångad av en stormvind" | Carola        | 1:a plats  | 1:a plats       |
| 1991 | "Låt mig se ett under"   | Tove Naess    | 5:e plats  |                 |
| 1993 | "Sjunde himlen"          | Lena Pålsson  | 4:e plats  |                 |
| 1994 | "Jag stannar hos dig"    | Jonny Lindé   | Utslagen   |                 |
| 1995 | "Joanna"                 | Nick Borgen   | Utslagen   |                 |
| 1997 | "Bara hon älskar mig"    | Blond         | 1:a plats  | 14:e plats      |
| 1998 | "Cherie (sång)"          | Black-Ingvars | 5:e plats  |                 |
| 1999 | "Bilder av dig"          | Ai            | 9:e plats  |                 |
| 2000 | "Alla änglar sjunger"    | Tom Nordahl   | 9:e plats  |                 |

## Musik till TV-serier
- 1999 – Britt-Yngves (TV-serie)